# Liga Gaelicka

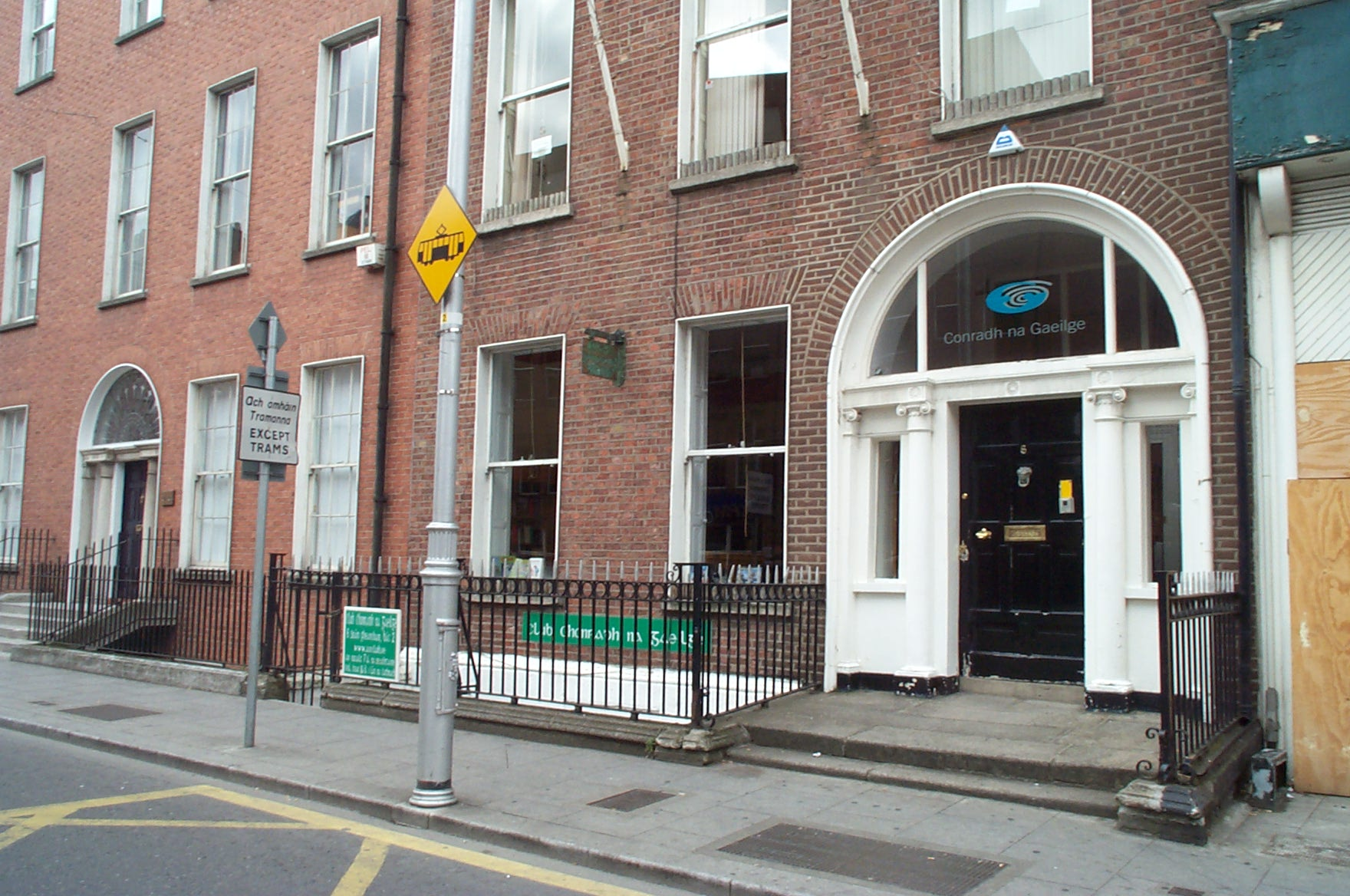
Siedziba organizacji

Liga Gaelicka (irl. Conradh na Gaeilge) – irlandzka organizacja, stawiająca sobie za cel ochronę i zachowanie języka irlandzkiego.
Ligę założył w Dublinie 31 lipca 1893 Douglas Hyde. Wśród wspierających Hyde’a działaczy irlandzkich znaleźli się m.in. Eugene O'Growney, Eoin MacNeill i Luke K. Walsh. Liga bardzo szybko wchonęła istniejącą wcześniej Unię Gaelicką i stała się czołową organizacją tzw. odrodzenia gaelickiego. W 1903 Patrick Pearse założył gazetę An Claidheamh Soluis (Świetlisty Miecz), będącą organem prasowym Ligi. Początkowo apolityczna, Liga stawała się coraz bardziej upolityczniona wskutek napływu działaczy Irlandzkiego Bractwa Republikańskiego. W 1915, chcąc wyrazić swój sprzeciw wobec zanikającej apolityczności Ligi, Douglas Hyde zrezygnował z funkcji przewodniczącego. Mimo że czołowi irlandzcy politycy początku XX wieku byli członkami Ligi, po powstaniu Wolnego Państwa Irlandzkiego straciła ona na znaczeniu. 
W ostatnich latach nastąpiło odrodzenie Ligi. W 2003 Liga przeprowadziła skuteczną kampanię na rzecz ochrony języka irlandzkiego, wskutek czego irlandzki rząd powołał urząd Komisarza Językowego. Na skutek działań Ligi, 1 stycznia 2007 język irlandzki został uznany za jeden z języków urzędowych Unii Europejskiej. Liga Gaelicka prowadzi kampanię na rzecz wprowadzenia języka irlandzkiego jako obowiązkowego przedmiotu na Leaving Certificate (irlandzkiej maturze).